# هتل واتسون
هتل واتسون (به انگلیسی: Watson's Hotel) (در واقع هتل واتسون اسپلاناد)، که اکنون به عنوان عمارت اسپلاناد شناخته می شود، واقع در منطقه کالا غدا بمبئی، قدیمی ترین ساختمان چدنی هند است. این احتمالاً قدیمی‌ترین ساختمان چند سطحی با قاب کاملاً چدنی در جهان است که سه سال زودتر از کارخانه شکلات سازی منیر در نویزیل فرانسه است که هر دو از معدود ساختمان‌هایی هستند که تاکنون ساخته شده‌اند.سازه چدنی و فرفورژه این ساختمان به نام مالک اصلی آن، جان واتسون، در انگلستان پیش ساخته بود و بین سال های ۱۸۶۷ و ۱۸۶۹ ساخته شد.
این هتل در ۲۶ اوت ۱۸۶۷ به مدت ۹۹۹ سال با اجاره سالانه ۹۲ روپیه و ۱۲ آنه به عبدالحق اجاره داده شد. در دهه ۱۹۶۰ بسته شد و بعد از تغییرات داخلی به اتاقک های کوچکتر تقسیم شد که به عنوان خانه و دفتر اجاره داده می شد. بی توجهی به ساختمان منجر به پوسیدگی شده و علیرغم ثبت آن به عنوان یک سازه میراث درجه II-A، ساختمان اکنون در وضعیتی فرسوده است. فیلم مستندی درباره این ساختمان در سال ۲۰۱۹ به نام هتل واتسون (به انگلیسی: The Watson's Hotel) ساخته شد.